# Karl Schönenberger
Karl Schönenberger (* 27. Februar 1898 in Tobel/Kanton Thurgau; † 25. Oktober 1957 in St. Gallen) war ein Schweizer Archivar.

## Leben und Wirken
Karl Schönenberger besuchte das Kantonsgymnasium Sarnen (bis 1918). Danach studierte er Geschichte, Historische Hilfswissenschaften und Germanistik an den Universitäten Freiburg (Schweiz), Basel und München und promovierte 1926 an der Universität Freiburg (Schweiz). 
Nach längerer Krankheit arbeitete er in der Zeit von 1929 bis 1935 als Redaktor bei der Thurgauischen Volkszeitung und  on 1935 bis 1943 bei der Zeitschrift Alte und neue Welt in Einsiedeln. Ab 1943 war er als Staatsarchivar und Vorstand am Staatsarchiv St. Gallen tätig, gleichzeitig leitete er dort die Kantonsbibliothek. 
Schönenberger veröffentlichte mehrere Arbeiten zur schweizerischen Kirchengeschichte und zur Geschichte des Kantons St. Gallen. 

## Schriften
- Das Bistum Konstanz während des großen Schismas 1378–1415. In: Zeitschrift für schweizerische Kirchengeschichte, Bd. 20 (1926), S. 1–31, 81–110, 185–222 u. 241–281 (Dissertation Universität Freiburg/Schweiz) (Digitalisat).
- Die Städte Bern und Solothurn während des grossen Schismas. In: Zeitschrift für schweizerische Kirchengeschichte, Bd. 21 (1927), S. 54–69.
- Das Bistum Basel während des großen Schismas 1378–1415. In: Basler Zeitschrift für Geschichte und Altertumskunde, Bd. 26 (1927), S. 73–143.
- Die Johanniter-Komturei Tobel (1228–1807). Geschichtliche Skizze. Vereinsbuchdr., Frauenfeld 1929.
- Zur Geschichte des Konstanzer Konzils. In: Zeitschrift für schweizerische Kirchengeschichte, Bd. 28 (1934), S. 141–145.
- (Mitautor): Katholische Kirchen des Bistums Basel. Bd. 1. Walter, Olten 1937.
- Geschichte des Schweizerischen Studentenvereins. Calendaria, Immensee 1940.
- Die schweizerische Neutralität in Geschichte und Gegenwart bis Juli 1940. Einsiedler Anzeiger, Einsiedeln 1940.
- (Mitautor): Chronik des Kantons St. Gallen. Geschichte, Kultur, Wirtschaft. Winkelried-Verlag, Luzern 1950.
- (mit Josef Holenstein): Kurze Geschichte des Kantons St. Gallen und seiner Gemeinden. Staatsarchiv St. Gallen 1950.
- Aus der Geschichte des Kantons St. Gallen. Anekdoten, Episoden, Tagebuchnotizen, Briefe, Flugblätter usw. Cavelti, Goßau 1953.
- Das Sarganserland 1798–1814. Von der Landvogtei zum Kanton St. Gallen. Sarganserländischer Buchdruck, Mels 1954.